# An American Prayer
An American Prayer je studiové album americké rockové skupiny The Doors, v pořadí třetí vydané bez Jima Morrisona. Vyšlo v listopadu 1978. Hudba byla nahrávána tentýž rok, mluvené slovo, které album též obsahuje, v prosinci roku 1970.

## Seznam skladeb
Texty napsal Jim Morrison, hudbu Ray Manzarek, Robby Krieger, a John Densmore.

### Původní vydání
1. "Awake" – 0:36
2. "Ghost Song" – 4:13
3. "Dawn's Highway / Newborn Awakening" – 3:48
4. "To Come Of Age" – 1:02
5. "Black Polished Chrome / Latino Chrome" – 3:22
6. "Angels And Sailors / Stoned Immaculate" – 4:20
7. "The Movie" – 1:36
8. "Curses, Invocations" – 1:58
9. "American Night" – 0:29
10. "Roadhouse Blues" – 6:59
11. "Lament" – 2:19
12. "The Hitchhiker" – 2:16
13. "An American Prayer" – 6:53
  - "The End"
  - "Albinoni: Adagio"

### Remasterované vydání z roku 1995
1. "Awake" – 0:35
2. "Ghost Song" – 2:50
3. "Dawn's Highway" – 1:21
4. "Newborn Awakening" – 2:26
5. "To Come Of Age" – 1:01
6. "Black Polished Chrome" – 1:07
7. "Latino Chrome" – 2:14
8. "Angels And Sailors" – 2:46
9. "Stoned Immaculate" – 1:33
10. "The Movie" – 1:35
11. "Curses, Invocations" – 1:57
12. "American Night" – 0:28
13. "Roadhouse Blues" – 5:53
14. "The World On Fire" – 1:06
15. "Lament" – 2:18
16. "The Hitchhiker" – 2:15
17. "An American Prayer" – 3:04
18. "Hour For Magic" – 1:17
19. "Freedom Exists" – 0:20
20. "A Feast Of Friends" – 2:10
21. "Babylon Fading" [Bonus Track] – 1:40
22. "Bird Of Prey" [Bonus Track] – 1:03
23. "The Ghost Song" [Extended Version] – 5:15